# خدمات الإنقاذ ومكافحة الحريق في إسرائيل

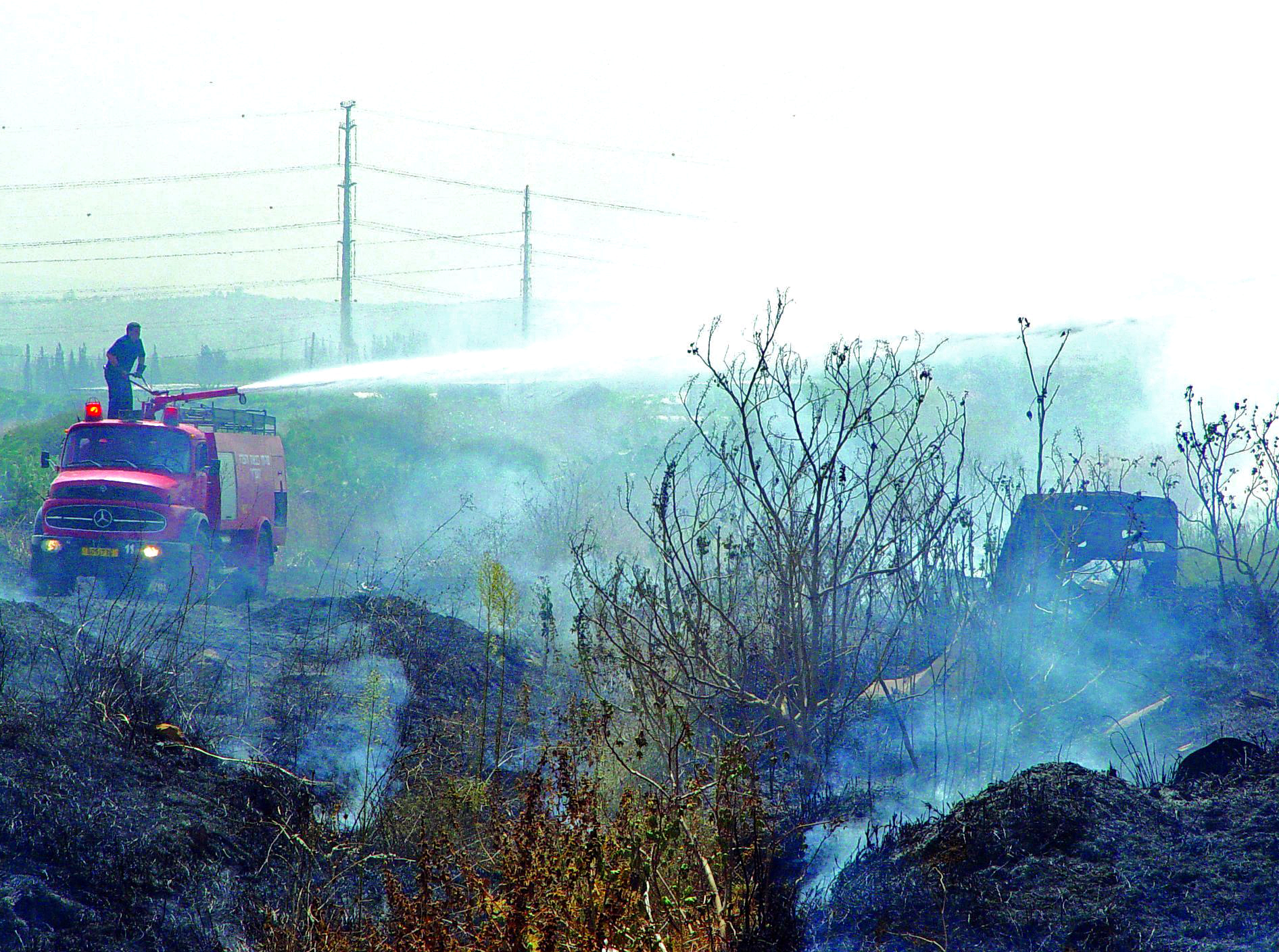
قام رجال الإطفاء الإسرائيليون بإطفاء حريق بالفرشاة

خدمات الإنقاذ ومكافحة الحريق في إسرائيل ( العبرية : כבאות והצלה לישראל ) هو المنظمة الوطنية الإسرائيلية للإطفاء والإنقاذ كما تقدم المنظمة خدمات الإنقاذ من الهجمات الإرهابية وحوادث السيارات وانسكاب المواد الخطرة، إلى جانب ماجن ديفيد أدوم (خدمات الإسعاف الإسرائيلية) ، التي تقدم الخدمات الطبية الطارئة الوطنية. كما تشارك في حملات التثقيف والتوعية العامة. يتم الوصول إلى الخدمة عن طريق الاتصال بـ 102 من أي هاتف. اعتبارا من عام 2010 ، مدير الخدمات هو شمعون روماش.

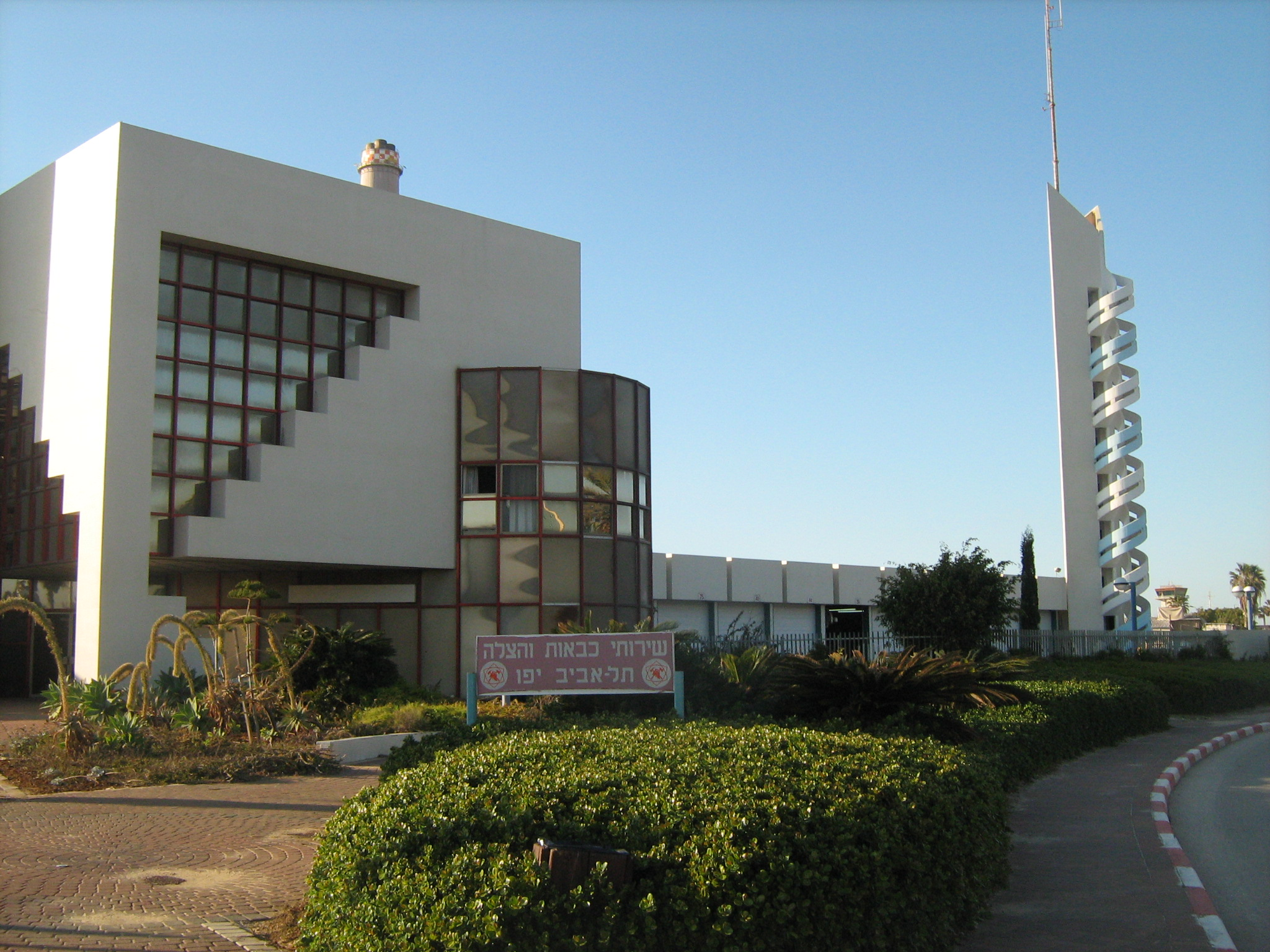
محطة إطفاء في تل أبيب

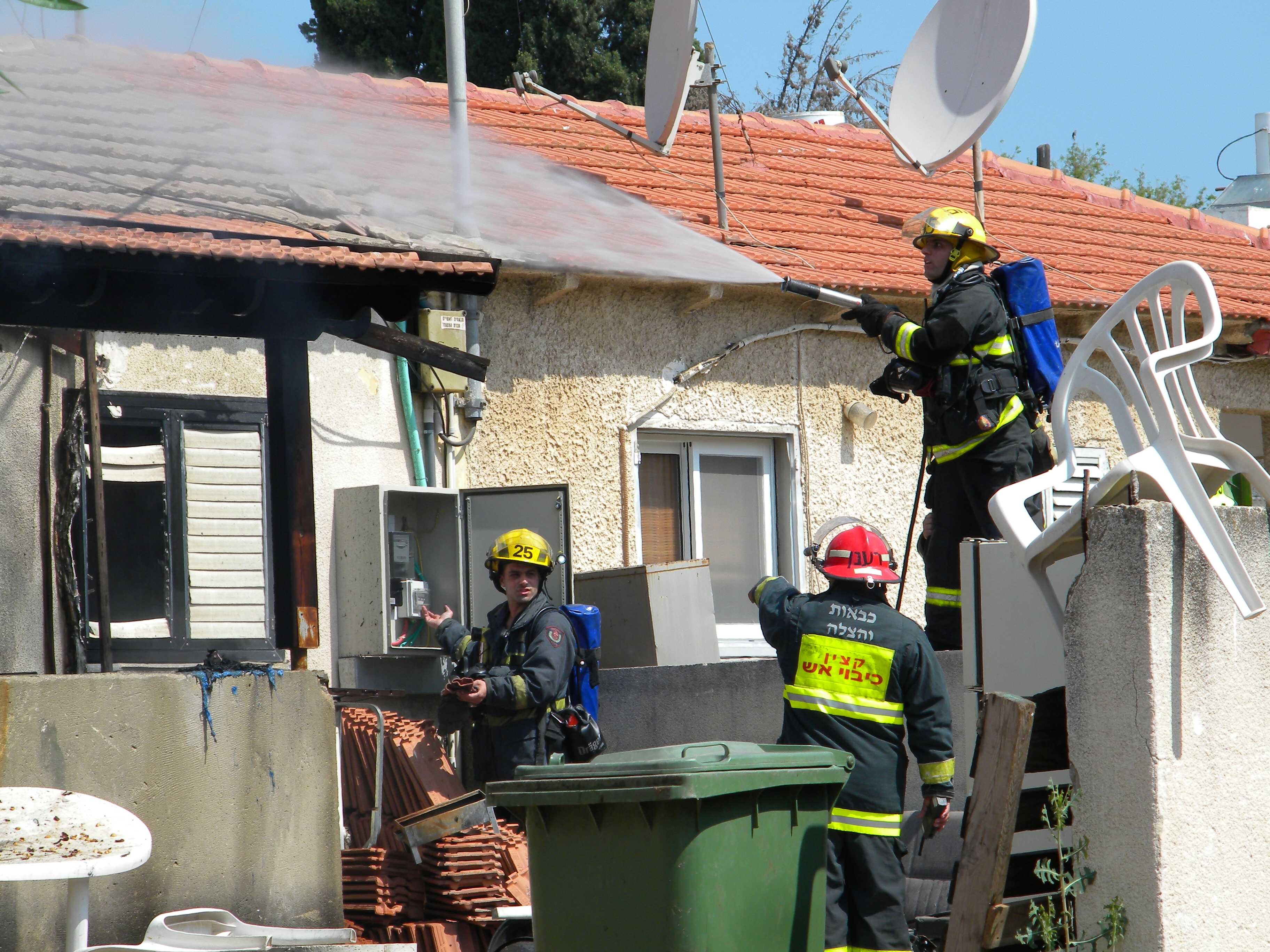
رجال إطفاء إسرائيليون يطفئون الحريق في رمات هشارون

## روابط خارجية
- الموقع الرسمي (بالعبرية)
- الموقع الرسمي (باللغة الإنجليزية)